# Aeroportul Sequim Valley
Aeroportul Sequim Valley (IATA: SQV, FAA LID: W28) este un aeroport din Washington, Statele Unite ale Americii ce deservește zona Sequim⁠(d). Aeroportul a fost tranzitat în 2019 de 6 pasageri. A fost numit după zona deservită.
Situat la o altitudine de 44 m, aeroportul dispune de 2 piste.

## Infrastructură

### Piste
Aeroportul dispune de 2 piste. Pista 09L/27R are suprafața de Iarbă și dimensiunile 2.063 picioare × 50 picioare. Pista 09R/27L are suprafața de asfalt și dimensiunile 3.508 picioare × 40 picioare. 